# Kanal Lokal
Kanal Lokal var namnet på fyra lokala TV-kanaler i Sverige som ägdes av Lokal-TV Nätverket i Sverige där bland andra Expressen var delägare under en period. Ambitionen var att etablera lokal-TV på allvar i Sverige. Nyheter, nöje, sport och information som är lokal presenterade i olika former av magasins- och soffprogram. Sändningarna under namnet Kanal lokal startades den 17 november 2005 i Östergötland. Under kanalernas livsperiod gjordes upprepade försöka att sälja verksamheten till en större ägare som till exempel TV4 eller MTG men intresset saknades där. Distributionen skedde via digitala marknätet samt både analogt och digitalt i Com hem och andra mindre operatörer. 

## Historia
Lokala TV-sändningar är sedan starten väl etablerade i länder med lång TV-historia som till exempel USA, Kanada och Storbritannien. Basen i sändningarna är där direktsända nyhetsprogram med live-reportrar ute på stan känslan att man rapporterar de som staden snackar om just nu[när?]. Trafikrapporter är också vanligt förekommande. Nyhetsrapporteringen i till exempel USA som är en sedan årtionden välutvecklad TV-marknad skiljer sig dock markant från den svenska. De amerikanska sändningarna är långt mer kommersiellt utvecklade och i högre grad drivna efter de nyheter som tittarna bryr sig om.
Kanal Lokal hade sitt ursprung i ett kabel-TV projekt, TV Linköping som startades 1991 som sedan blev NollEttan som började sända till kabelnät i Östergötland 1995. År 2005 påbörjades en expandering till Skåne, Göteborg och Stockholm. Kanal Lokal fick 2006 regeringens tillstånd att fortsätta sända marksänd digital-TV och driver idag fyra regionala kanaler. Den svenska lokal-TV:n har dock varit mer inriktad på magasinsprogram och intervjuer med lokala personligheter, ofta politiker.
Den 17 november 2005 relanserades NollEttan som Kanal Lokal Östergötland med en tv-sänd gala från Konserthuset i Linköping.  Kanal Lokal Skåne lanserades den 21 november 2005 med ett inspelat program från Skånes idrottsgala.  Kanal Lokal Göteborg började sända radioprogrammet Morrongänget från Mix Megapol i TV den 15 april 2006. Kanal Lokal Stockholm lanserades i september 2005 med satsningarna TV-morgonprogram och Kvälls-TV som dock kom att läggas ner efter bara en säsong efter att tittarna uteblivit. 
Den 18 maj 2006 sändes det första avsnittet av Bajenland i Kanal Lokal Stockholm, vilket var Sveriges första officiella TV-program av en fotbollsförening (Hammarby). Totalt sändes 32 avsnitt under två säsonger med Tony Johansson som programledare. 
Den 16 januari 2009 begärde sig Kanal Lokal i konkurs. Tittar- eller annonsmålen var långt ifrån uppnådda. Ägarna fann ingen annan utväg under den rådande finanskrisen än att lägga ner verksamheten då intresserade köpare saknades.

## Kanaler
- Kanal Lokal Göteborg
- Kanal Lokal Skåne
- Kanal Lokal Stockholm
- Kanal Lokal Östergötland

## Programutbud
Kanal Lokal sände fram t o m 2007 nyheter från Expressen och dess editioner GT och Kvällsposten. Efter att sändningarna visat sig vara alldeles för dyra och inte attraherat tittare till kanalerna upphörde samarbetet. I Östergötland samarbetar man sedan 2006 med TV4 och återutsänder deras lokala nyhetssändningar. Några av programmen som går ut över alla kanalerna är Dianas stigar samt intervjuprogrammet Lycka till.
I övrigt varierade programutbudet från de respektive sändningsområdena. I Stockholm var dagliga Stockholm idag kanalens ryggrad till utgången av 2007 medan Göteborgskanalen har sitt Rivstart som samsänds med radiokanalen Bandit rock Göteborg. Programmet har efter det även börjat sändas till Skåne och Östergötland, för att till slut även visas i Stockholm. Kanal Lokal Skåne ger varje vardag skåningarna det direktsända programmet Skåne Direkt och reportageprogrammet Skånepatrullen. Många av programmen streamades även i efterhand via Kanal lokals hemsida.

## Distribution
Kanal lokal distribuerades via digitala marknätet. Eftersom kanalen sände fritt krävdes inget abonnemang från Boxer. Analoga sändningar hade under många år skett i Östergötland. Under 2006 kom man in även i basutbudet hos Com hem i Göteborg. Under 2007 inleddes även analoga sändningar i Com hems basutbud över Stockholm och Skåne, ironiskt nog samtidigt som stockholmsredaktionen lades ner. I Com hem fanns kanalen även digitalt i samtliga utbud. Kanal Lokal sändes även via IPTV, genom Telia Digital-TV. 

## Ledning
VD för Lokal-TV Nätverket i Sverige var Anders Lundmark och styrelseordförande var Håkan Ramsin. Moderbolaget ägdes av grundarna Anders Lundmark och Henrik Friman samt mediaprofilen Jan Friedmann och riskkapitalbolagen Provider Venture Partner (tidigare IT-Provider) och NMP.